# Clarin (Bohol)
Clarin (Bayan ng Clarin) är en kommun i Filippinerna. Kommunen tillhör provinsen Bohol och ligger på ön med samma namn. Folkmängden uppgår till 18 040 invånare.

## Bildgalleri

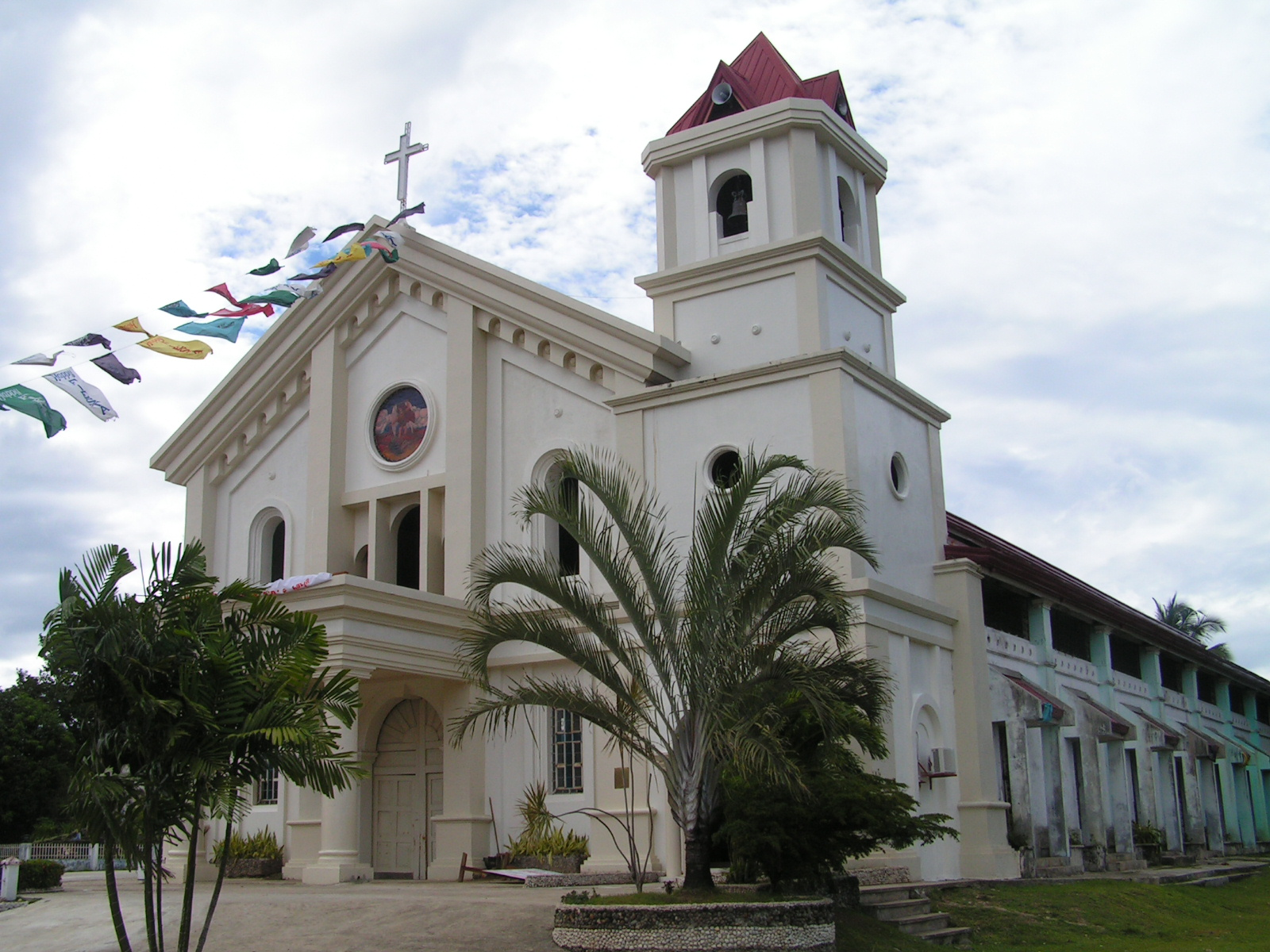

## Barangayer
Clarin är indelat i 24 barangayer.